# Nyctemera nubecula
Nyctemera nubecula är en fjärilsart som beskrevs av Pieter Cornelius Tobias Snellen 1863. Nyctemera nubecula ingår i släktet Nyctemera och familjen björnspinnare. Inga underarter finns listade i Catalogue of Life.